# رود شوویکا
رود شوویکا (انگلیسی: Shuvoyka) یک رودخانه در استان مسکو کشور روسیه است..